# Engelbert Zaschka

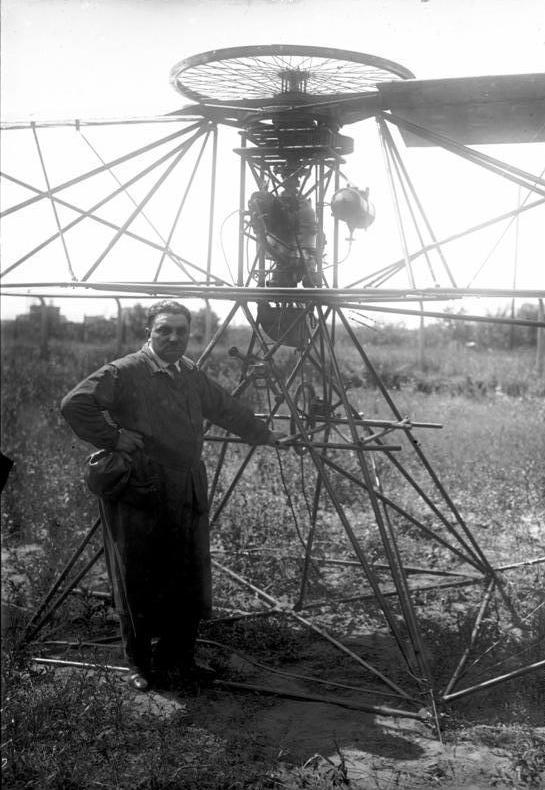
Engelbert Zaschka, 1927, foto: Georg Pahl

Engelbert Zaschka (1. září 1895 Freiburg im Breisgau – 26. června 1955 Freiburg im Breisgau) byl německý hlavní inženýr, konstruktér a vynálezce. Je pokládán za jednoho z prvních průkopníků a konstruktérů německých vrtulníků.